# Güntzelstraße (Berlins tunnelbana)
Güntzelstraße är en tunnelbanestation som ingår i Berlins tunnelbanas nätverk i Tyskland och som ligger under Bundesallee i västra Berlin. Stationen trafikeras av linje U9 och invigdes 1971. Stationen utformades av arkitekten Rainer G. Rümmler. I närheten av stationen ligger Prager Platz med fontän och ett litet centrum samt Nikolsburger Platz.

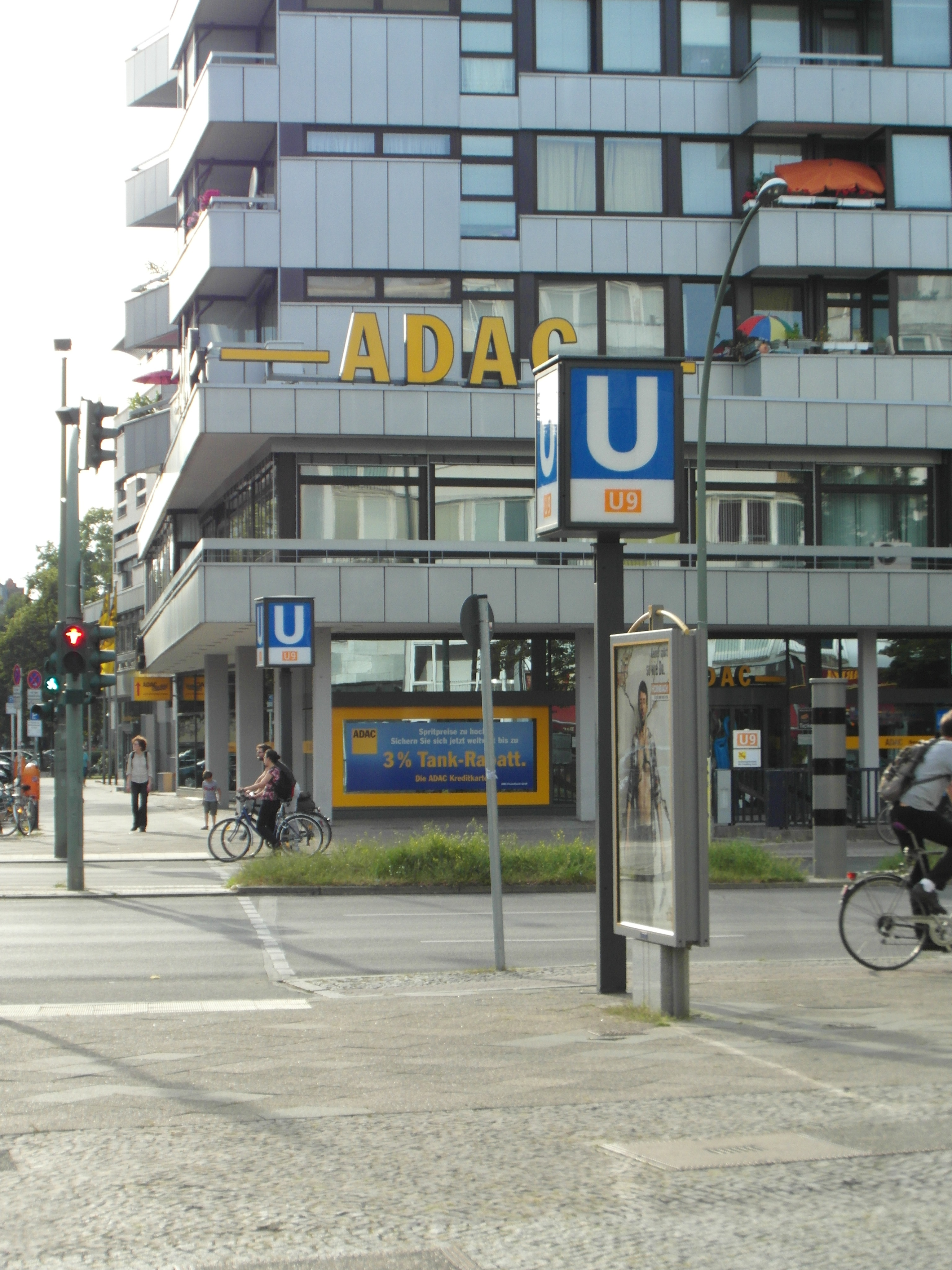
En av entréerna
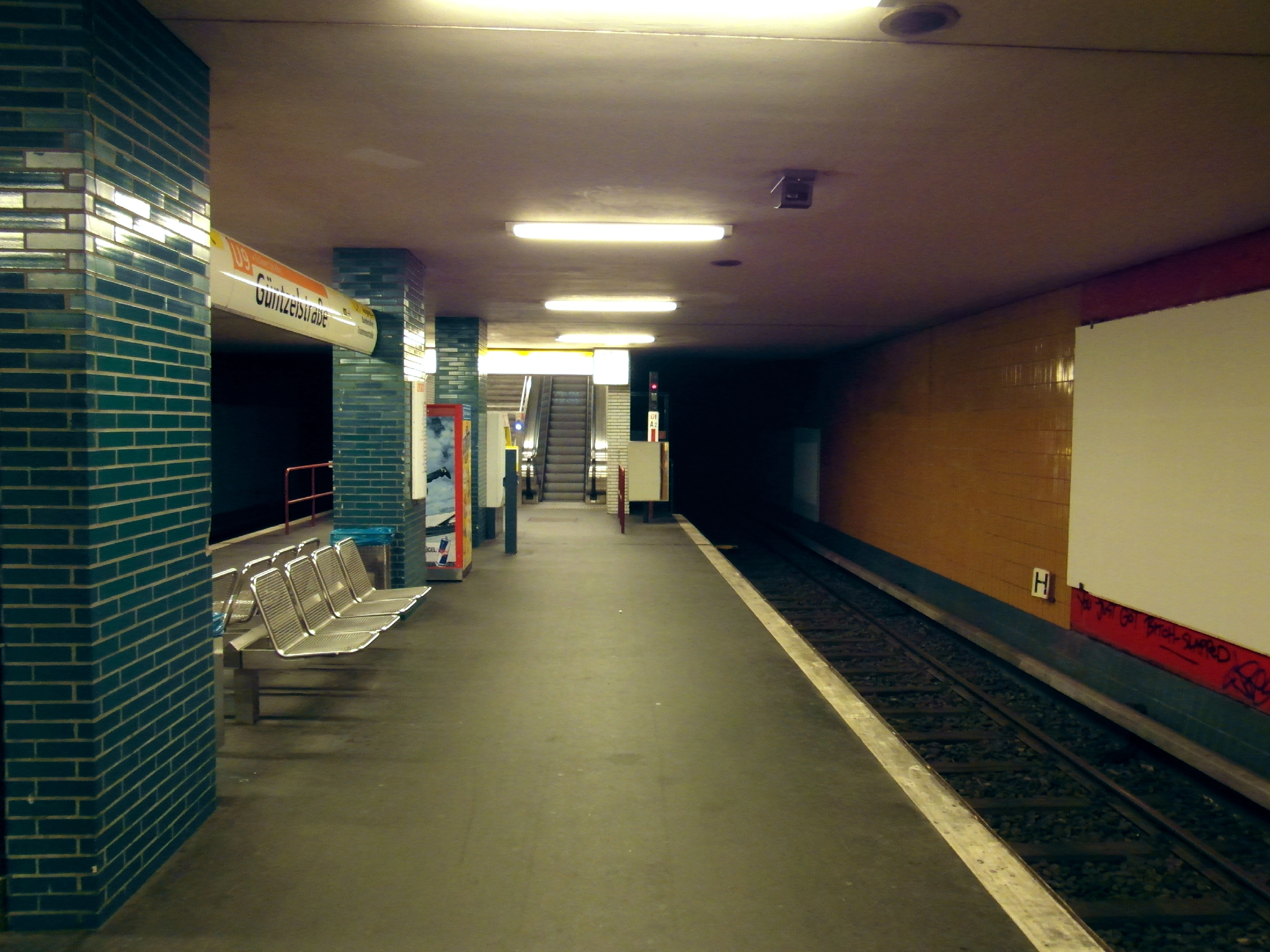
Perrongen
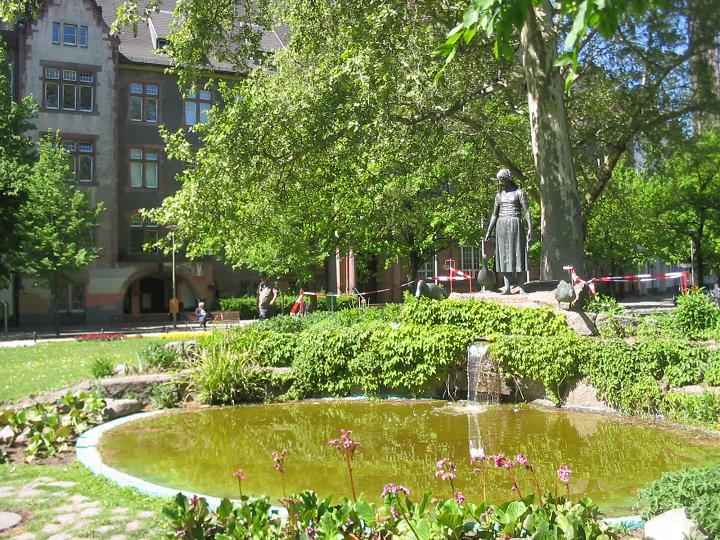
Nikolsburger Platz ligger i närheten av stationen.
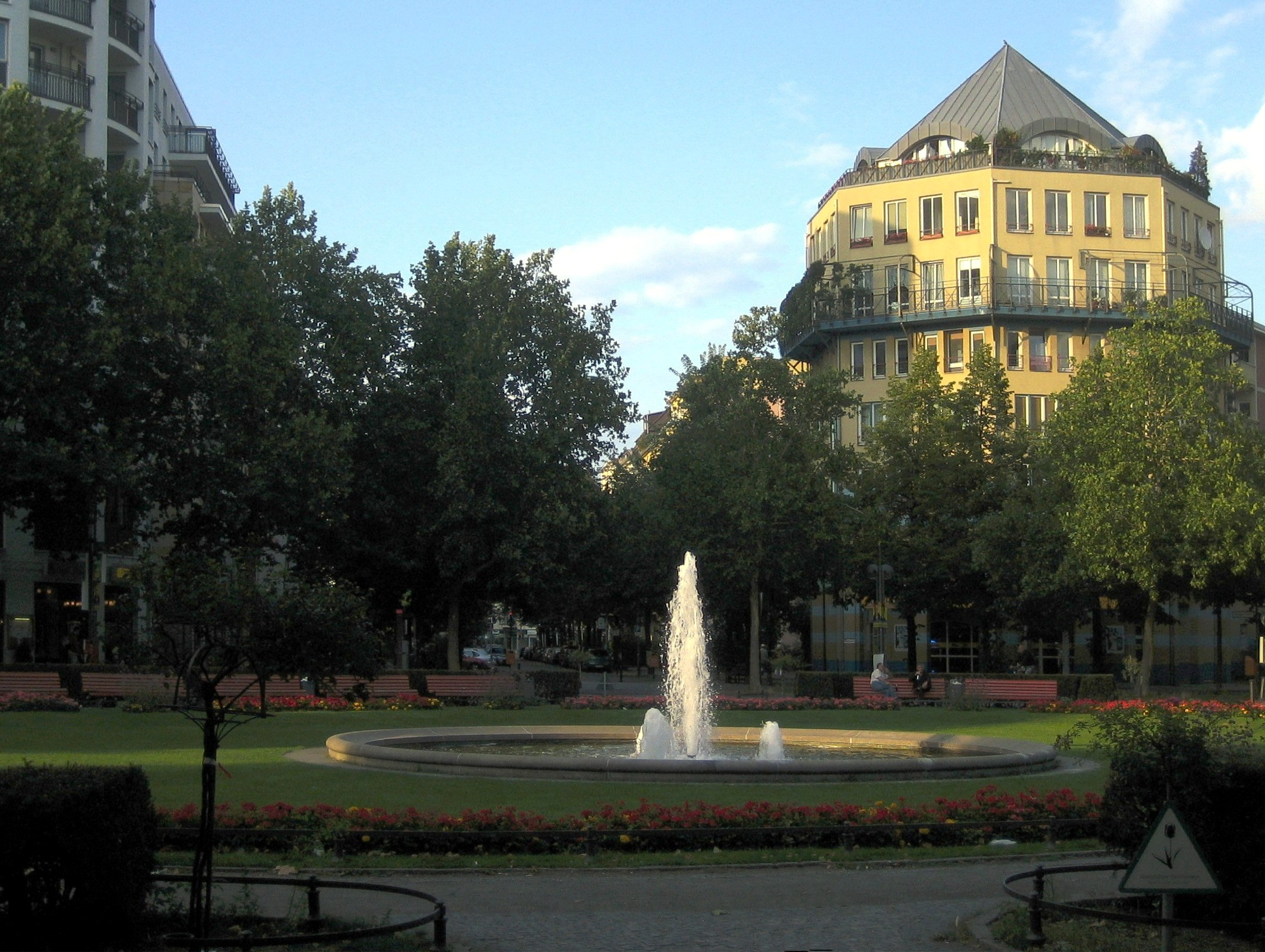
Prager Platz i stationens närhet.